# František Pelikán (manažer)
František Pelikán (31. prosince 1855 Praha – 3. září 1921 Písek) byl český elektroinženýr a manažer.

## Život
Pelikán vystudoval elektrotechniku a roku 1878 se stal zaměstnancem Pražských obecních plynáren, které po šesti letech jeho působení v podniku (1884) vybudovaly pokusnou elektrickou stanici. V roce 1894 byl Pelikán jmenován vrchním inženýrem pro oblast elektrotechniky, do jehož gesce spadala správa veřejného pražského osvětlení. O tři roky později (1897) vedlo jím řízené oddělení výstavbu první tramvajové tratě na území Prahy financovanou městem. Dne 1. září 1897 vznikl dopravní podnik nazvaný Elektrické podniky královského hlavního města Prahy a Pelikán byl jmenován jeho prvním vedoucím. Na počátku dvacátého století, roku 1904, se stal ředitelem celého dopravního podniku. Když roku 1906 odcházel do penze, měl za sebou devět let práce pro Elektrické podniky a dalších devatenáct roků elektrotechnické činnosti pro Pražské obecní plynárny.

## Ocenění
Na jeho počest pojmenoval Dopravní podnik 1. září 2017 jednu ze svých tramvají typu 15T evidenční číslo 9342 jménem Františka Pelikána.